# Nicola Thost
Nicola Thost (n. 3 mai 1981, Pforzheim, Germania) este o sportivă germană, medaliată olimpică. A participat la o ediție a Jocurilor Olimpice (1998) în care a câștigat o medalie de aur.

## Participări
Lista de mai jos prezintă principalele competiții la care a participat Nicola Thost de-a lungul carierei.
- snowboarding at the 1998 Winter Olympics – women's halfpipe[*]